# Grand Cane
Grand Cane es una villa ubicada en la parroquia de De Soto en el estado estadounidense de Luisiana. En el Censo de 2010 tenía una población de 242 habitantes y una densidad poblacional de 81,04 personas por km².

## Geografía
Grand Cane se encuentra ubicada en las coordenadas 32°5′2″N 93°48′32″O / 32.08389, -93.80889. Según la Oficina del Censo de los Estados Unidos, Grand Cane tiene una superficie total de 2.99 km², de la cual 2.93 km² corresponden a tierra firme y (1.82%) 0.05 km² es agua.

## Demografía
Según el censo de 2010, había 242 personas residiendo en Grand Cane. La densidad de población era de 81,04 hab./km². De los 242 habitantes, Grand Cane estaba compuesto por el 85.12% blancos, el 13.22% eran afroamericanos, el 1.65% eran amerindios, el 0% eran asiáticos, el 0% eran isleños del Pacífico, el 0% eran de otras razas y el 0% pertenecían a dos o más razas. Del total de la población el 2.07% eran hispanos o latinos de cualquier raza.